# الحزب النازي - منظمة الخارج
NSDAP / AO هو فرع المنظمة الأجنبية لحزب العمال الألماني الاشتراكي الوطني (NSDAP). AO هي اختصار للكلمة المركبة الألمانية Auslands-Organisation ( (بالإنجليزية: Foreign Organization)‏. على الرغم من أنه سيتم كتابتها بشكل صحيح في كلمة واحدة، إلا أن النازيين اختاروا تهجئة عفا عليها الزمن باستخدام واصلة.
تم تجميع أعضاء الحزب الذين عاشوا خارج الرايخ الألماني في قسم خاص لحزب النازي. في 1 مايو 1931، تم تأسيس الوحدة التنظيمية الجديدة بمبادرة من قائد منظمة الرايخ ( (بالألمانية: Reichsorganisationsleiter)‏ جريجور ستراسر وتم تعيين هانز نيلاند. لكن Nieland استقال من منصبه في 8 مايو 1933 ، لأنه أصبح رئيسًا لشرطة هامبورغ، وبعد ذلك، كان عضوًا في حكومة مقاطعة هامبورغ، حيث عُين إرنست فيلهلم بول مديرًا لـ "AO" ، الذي شغل منصب الرئيس الثالث والأربعين.

## التاريخ
في عام 1928، في باراجواي والبرازيل، انضم أعضاء الحزب في الخارج إلى القوة لأول مرة. ظهرت رابطات مماثلة في سويسرا والولايات المتحدة في عام 1930. تم قبول هذه المجموعات رسميًا من قبل الحزب فقط بعد تأسيس Auslands-Organisation. في 7 أغسطس 1931، تم قبول Local Group Buenos Aires. بعد ذلك بفترة وجيزة تبعت اللجنة الوطنية لباراجواي (20 أغسطس 1931) والمجموعة المحلية لريو دي جانيرو (5 أكتوبر 1931). من عام 1932 وحتى حظره في عام 1934ل، كانت هناك لجنة وطنية في اتحاد جنوب إفريقيا، والتي حظيت بشعبية كبيرة ( انظر الناميبيين الألمان ) واحتفظت بالعديد من المكاتب في جنوب غرب أفريقيا الألمانية السابقة ( ناميبيا اليوم).

## في السويد
كان NSDAP / AO Landesgruppe Schweden. خلال السنوات الأولى من الحرب العالمية الثانية، كان يقودها دبليو. ستينجل، ولكن تم تولي القيادة في وقت لاحق من قبل الدبلوماسي الألماني Heinz Gossmann. كان هناك العديد من Ortsgruppen في أجزاء مختلفة من السويد، مثل غوتنبرغ، بوروس الخ 